# Bitwa nad jeziorem Fucinus
Bitwa nad jeziorem Fucinus  – starcie zbrojne, które miało miejsce w roku 89 p.n.e. w trakcie wojny Rzymu ze sprzymierzeńcami w latach 91–88 p.n.e.
Do starcia doszło podczas walk w środkowej Italii (terytorium ludu Marsów). Oddziały rzymskie dowodzone przez konsula Lucjusza Porcjusza Katona poniosły klęskę a on sam zginął w bitwie. Po kolejnej bitwie stoczonej pod Asculum walki z konfederacją Italików przeniosły się na południe do Samnium, m.in. pod Bovianum Vetus.